# Юліус Шнор фон Каролсфельд
Юліус Шнор фон Каролсфельд (нім. Julius Schnorr von Carolsfeld; 26 березня 1794 — 24 травня 1872, Дрезден) — німецький художник.

## Біографія
Народився 26 березня 1794 року в родині художника Йогана Файта Шнора фон Каролсфельда, який став першим учителем свого сина.
Отримавши відмінну підготовку, Юліус у сімнадцятирічному віці вступає до Віденської академії мистецтв, де з величезною ретельністю вивчає старовинні роботи італійських і німецьких майстрів. В академії Шнор увійшов до групи «Союз святого Луки». Група об'єднувала молодих художників, прозваних «назарейцями», які, спираючись на старих майстрів, прагнули відродити релігійний дух у німецькому мистецтві.
У 1817 році молодий художник вирушає до Італії, де працює майже десять років. У Римі він розписує фресками залу вілли маркіза Массимі, це були двадцять три сцени з «Несамовитого Роланда» Лудовіко Аріосто. Крім того, Юліус Шнорр багато пише олією: це і картини з релігійними сюжетами, і близько сотні пейзажних етюдів. У його роботах відчувається надзвичайний дар композиції і виникає відчуття, ніби автор сам проживає сюжети своїх робіт.

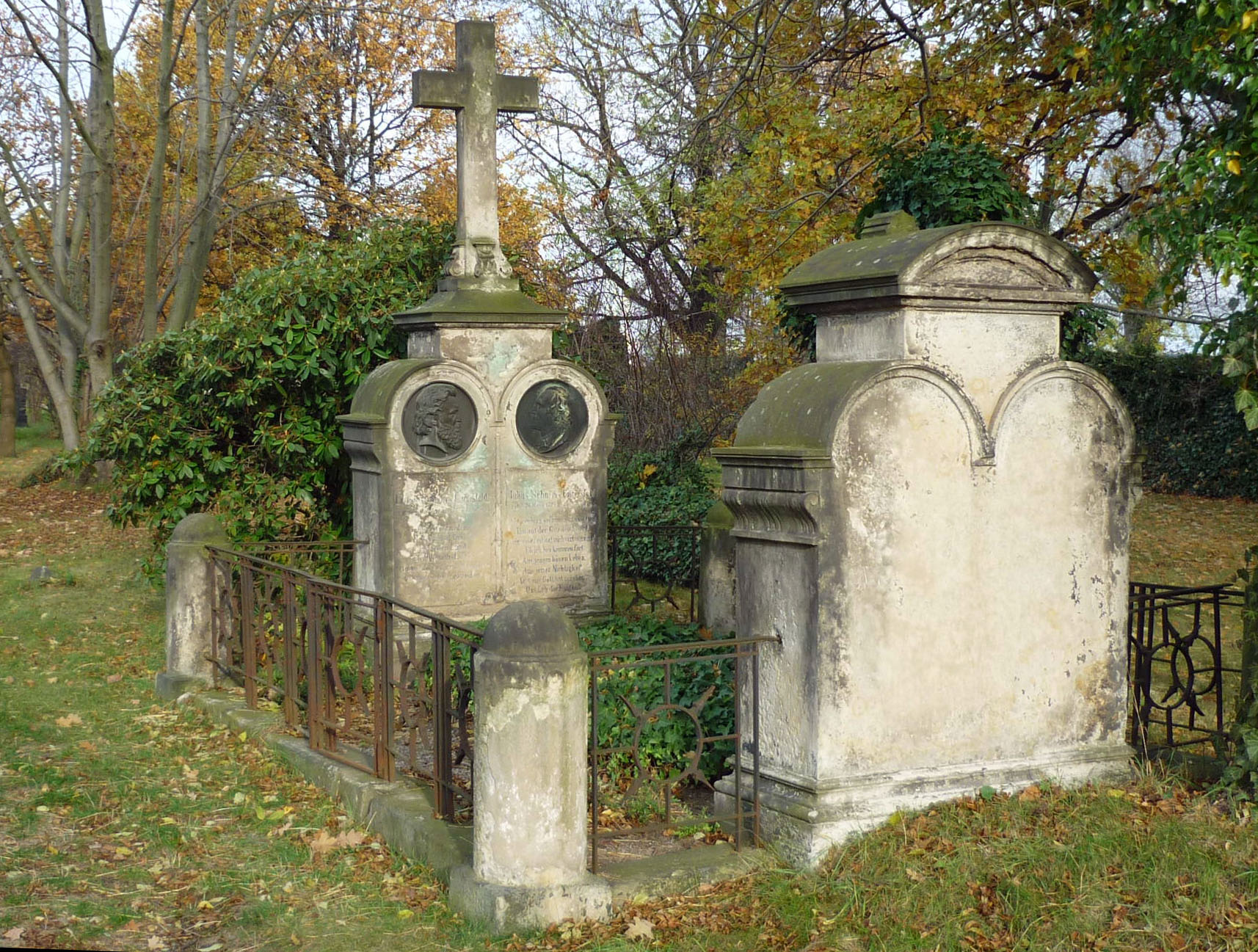
Могила Юліуса Шнора фон Каролсфельда

У 1827 році Юліус Шнор фон Каролсфельд був запрошений на посаду професора відділення історичного живопису Мюнхенської академії мистецтв.
За дорученням короля Людвіга I йому треба було розписати фресками п'ять парадних залів першого поверху мюнхенського палацу за сюжетами з «Пісні про Нібелунгів»; ще три зали повинні бути присвячені Карлу Великому, Фрідріху Барбароссі й Рудольфу Габсбургському.
У 1848 році Юліусу Шнорру не запропонували посісти місце директора Мюнхенської академії мистецтв, що звільнилося. Розчарований цим, він приймає пропозицію зайняти місце професора Дрезденської академії мистецтв і посаду директора місцевої галереї. У Дрездені художник всього себе присвятив релігійному мистецтву.
Юліус Шнор фон Каролсфельд помер 24 травня 1872 року в Дрездені.

## Ілюстрована Біблія
Безумовно, найважливішою працею Юліуса Шнора фон Каролсфельда є «Біблія в картинках» (нім. «Die Bibel in Bildern»). Це видання вийшло в світ у 1852–1860 роках у Лейпцизі й принесло художнику значну популярність не лише у всіх краях Німеччини, а й у інших країнах. Книга містить 240 малюнків, гравірованих на дереві. Усі композицій мають різну цінність, але багато з них, особливо ті, що стосуються Старого Заповіту, є незрівнянними у своєму роді.

## Галерея

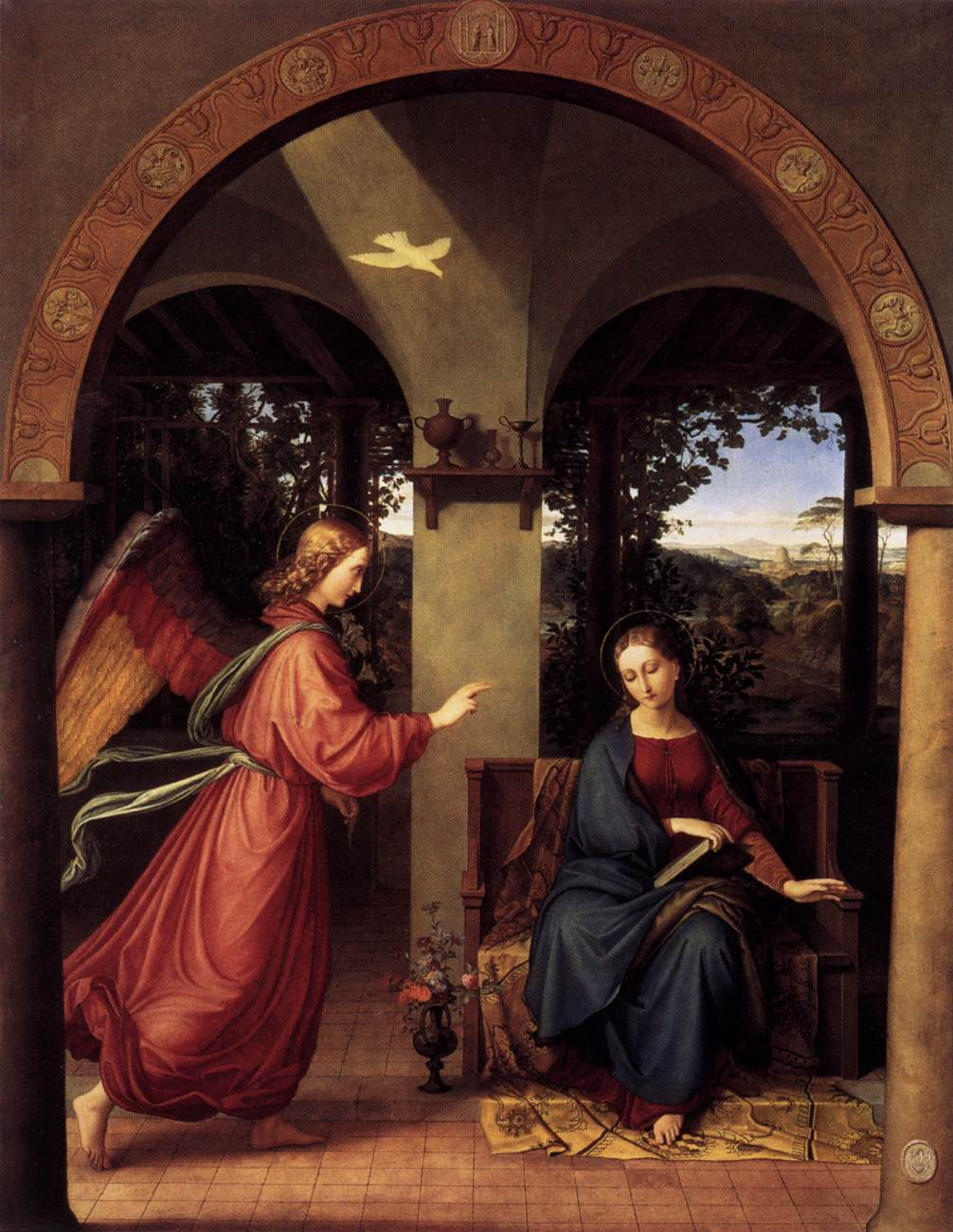
Благовіщення (1818).
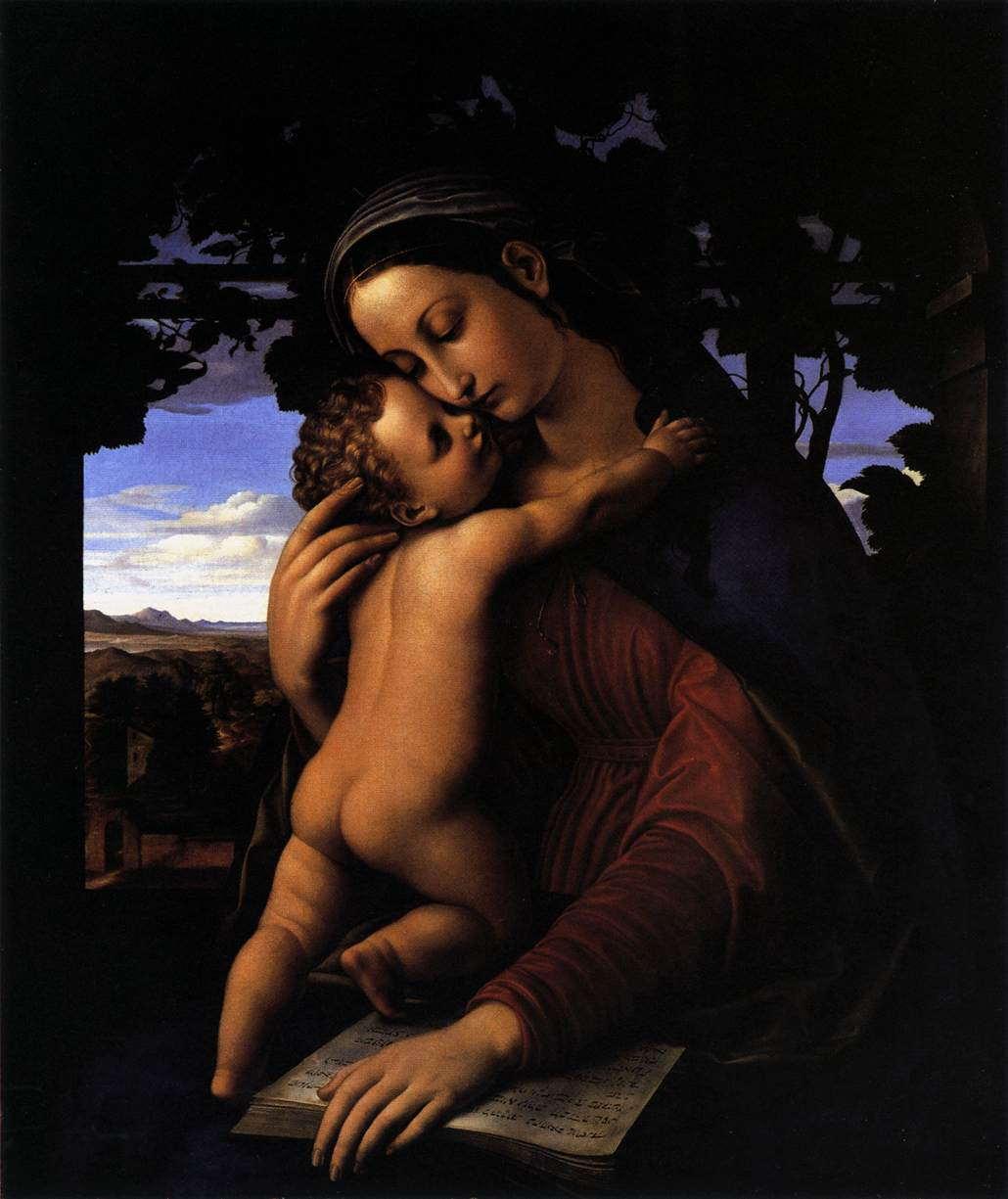
Мадонна з дитиною (1820).
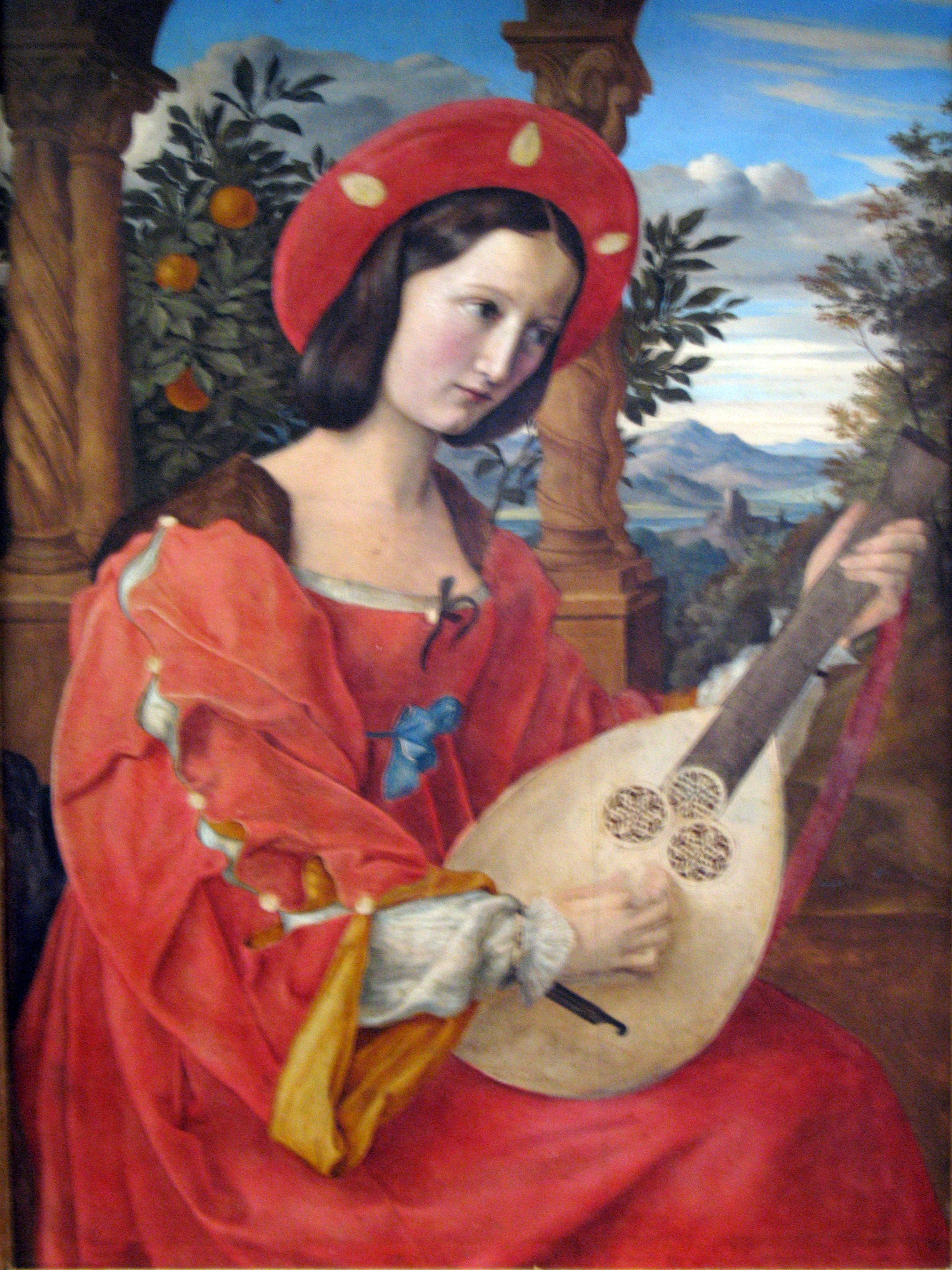
Клара Б'янка фон Квандт (1820).
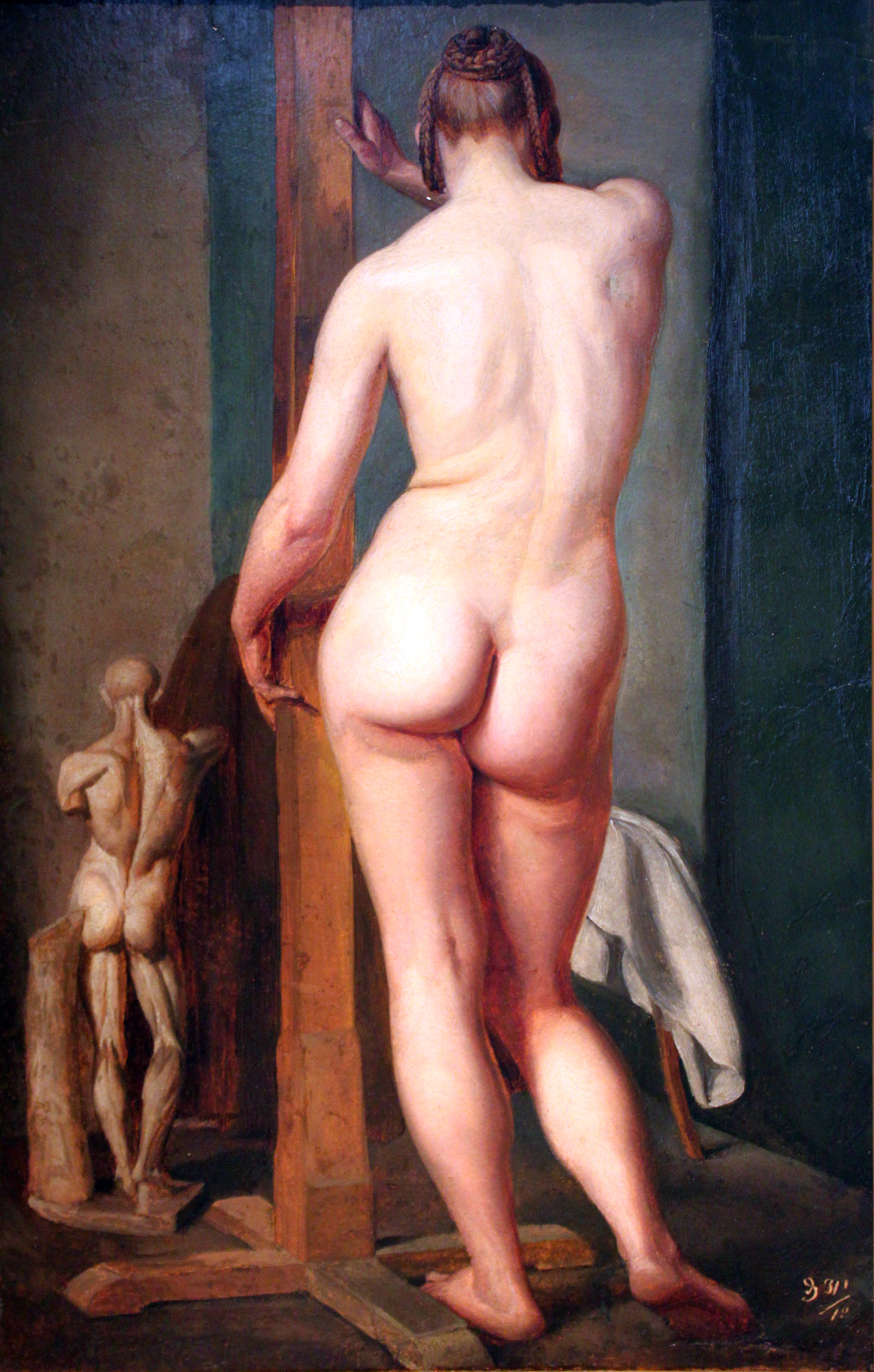
Зворотній бік жінки (1845).